# Antonio Aretxabala Díez
Antonio Aretxabala Díez (Vigo, 2 de mayo de 1963) es un geólogo y divulgador científico que nació en Galicia, creció en Cantabria y vive en Pamplona. 

## Trayectoria
Se licenció en Geología en la Universidad de Oviedo . En 1992 trabajó temporalmente con la NASA por un problema de cimentación de la antena de la estación de seguimiento por satélite en Madrid. Ha realizado importantes investigaciones sobre la sismicidad histórica de Navarra, y desde finales de 2012 es representante del Colegio de Geólogos.
Trabajó en la Escuela Técnica Superior de Arquitectura de la Universidad de Navarra como experto en geotecnia   durante unos veinticinco años hasta que fue despedido en el año 2016 por «motivos ideológicos»  al haber defendido ante las instituciones administrativas y el Parlamento de Navarra el peligro que supone para la población seguir con las obras de recrecimiento del embalse de Yesa, cuyas laderas fueron forzadas a la rotura y llevan en movimiento desde 2013. El Tribunal Laboral de Navarra levantó acta al respecto con el expediente Nº I 2247/2016 amparándose en la libertad de cátedra y la Universidad de Navarra asumió la improcedencia del despido hecho por el que fue indemnizado. También ha trabajado en la Universidad de Zaragoza como profesor-investigador   donde realizó un doctorado en Ciencias de la Tierra sobre la interacción entre historia, geología y construcción en Navarra.
Aretxabala ha publicado varios artículos y ha pronunciado numerosas conferencias,   por ejemplo explicando su visión sobre el embalse de Yesa o explicando su punto de vista sobre el no futuro de la economía capitalista difundiendo datos contra el mito del crecimiento económico .  